# Pierre Daniel Chantepie de la Saussaye
Pierre Daniel Chantepie de la Saussaye (Leeuwarden 9 april 1848 – Bilthoven 20 april 1920) was een Nederlands theoloog en godsdienstwetenschapper. Hij was verbonden aan de Universiteit van Amsterdam en de Universiteit Leiden.

## Leven en werk
Chantepie de la Saussaye was de zoon van de theoloog Daniël Chantepie de la Saussaye. Hij studeerde in Utrecht, waar hij in 1871 ook promoveerde. Tussen 1878 en 1899 was hij hoogleraar aan de Universiteit van Amsterdam, en van 1899 tot 1916 professor aan de Universiteit Leiden, met als leeropdracht De encylopedie der Godgeleerdheid, de Geschiedenis der Leer aangaande God en de Zedekunde.
Als Chantepie’s bekendste werk geldt zijn Lehrbuch der Religionsgeschichte, waarvan hij de eerste drie drukken (1887, 1897 en 1905) verzorgde. Het werk vestigde zijn naam als grondlegger van de moderne godsdienstwetenschap.

## Publicaties (selectie)
- Chantepie de la Saussaye, Alfred Bertholet, Edvard Lehmann (Hrsg.): Lehrbuch der Religionsgeschichte. Mohr, Tübingen 1925. Band 1: Zur Geschichte der Religionsgeschichte; Erscheinungs- und Ideenwelt der Religion; Die Religionen der Naturvölker; Die Chinesen; Die Japaner; Die Ägypter; Semitische Völker in Vorderasien; Der Islam. Band 2: Die Inder (Literatur, Buddhismus); Die Perser; Die Griechen; Die Römer; Slaven und Litauer; Germanen; Kelten.
- Methodologische bijdrage tot het onderzoek naar den oorsprong van den godsdienst. Utrecht, Van De Weijer,1871. (Academisch proefschrift ter verkrijging van den graad van Doctor in de Godgeleerdheid aan de Utrechtsche Hogeschool, 19 april 1871)
- Geschiedenis van den godsdienst der Germanen vóór hun overgang tot het Christendom. Haarlem, De erven F. Bohn, 1900.